# Hippolyte clarki
Hippolyte clarki är en kräftdjursart som beskrevs av Fenner A. Chace 1951. Hippolyte clarki ingår i släktet Hippolyte och familjen Hippolytidae. Inga underarter finns listade i Catalogue of Life.